# Janusz Stanisław Bień
Janusz Stanisław Bień (ur. 20 marca 1946) – polski językoznawca komputerowy, profesor nauk humanistycznych.
Ukończył II Liceum Ogólnokształcące im. Kazimierza Morawskiego w Przemyślu (1964). W 1969 obronił pracę magisterską z informatyki na ówczesnym Wydziale Matematyki, Informatyki i Mechaniki Uniwersytetu Warszawskiego. Doktorat uzyskał także na UW w roku 1978. Stopień doktora habilitowanego nauk humanistycznych w zakresie językoznawstwa — zastosowanie informatyki do badań nad morfologią języka polskiego został mu nadany w 1993. Tytuł profesora nauk humanistycznych uzyskał w 2011.
Od 1969 do 1998 pracował w Instytucie Informatyki UW, od 1998 do 2003 w Instytucie Orientalistycznym na stanowisku kierownika Zakładu Zastosowań Informatycznych (którego  założycielem był Eugeniusz Rzewuski). Od 2003 do 2018 pracował w Katedrze Lingwistyki Formalnej na Wydziale Neofilologii UW, obecnie na emeryturze.
W latach 1993–1997 pracował także w Redakcji Słowników Języka Polskiego Wydawnictwa Naukowego PWN jako specjalista ds. informatyzacji.
Wśród wypromowanych przez niego doktorów znaleźli się: Beata Wójtowicz (2005), Marcin Woliński (2005), Maciej Ogrodniczuk (2006).